# 澤萊冰川
66°52′S 141°10′E / 66.867°S 141.167°E
澤萊冰川（法語：Zélée Glacier）是南極洲的冰川，由法國探險隊繪入地圖，長10公里、寬4.8公里，流經拉克魯瓦冰原島峰西部，在1840年由法國探險隊發現，現時由南極條約體系管理。